# Catedral de Nuestra Señora de la Visitación (Szombathely)
La catedral de Nuestra Señora de la Visitación o simplemente catedral de Szombathely (en húngaro: Sarlósboldogasszony székesegyházi) es el nombre que recibe un edificio religioso afiliado a la iglesia católica en la ciudad de Szombathely en Hungría, es la Iglesia principal de la diócesis de Szombathely.
Con el establecimiento de una diócesis en 1777 la construcción de una catedral se hizo necesaria. La construcción en estilo barroco clásico se inició en 1791 y fue terminada en 1797. Sin embargo, las obras interiores se prolongaron hasta 1814. La catedral de la Visitación está situada en el antiguo foro de la ciudad romana de Savaria. El arquitecto Melchior Hefele fue el responsable de los planos.

## Véase también

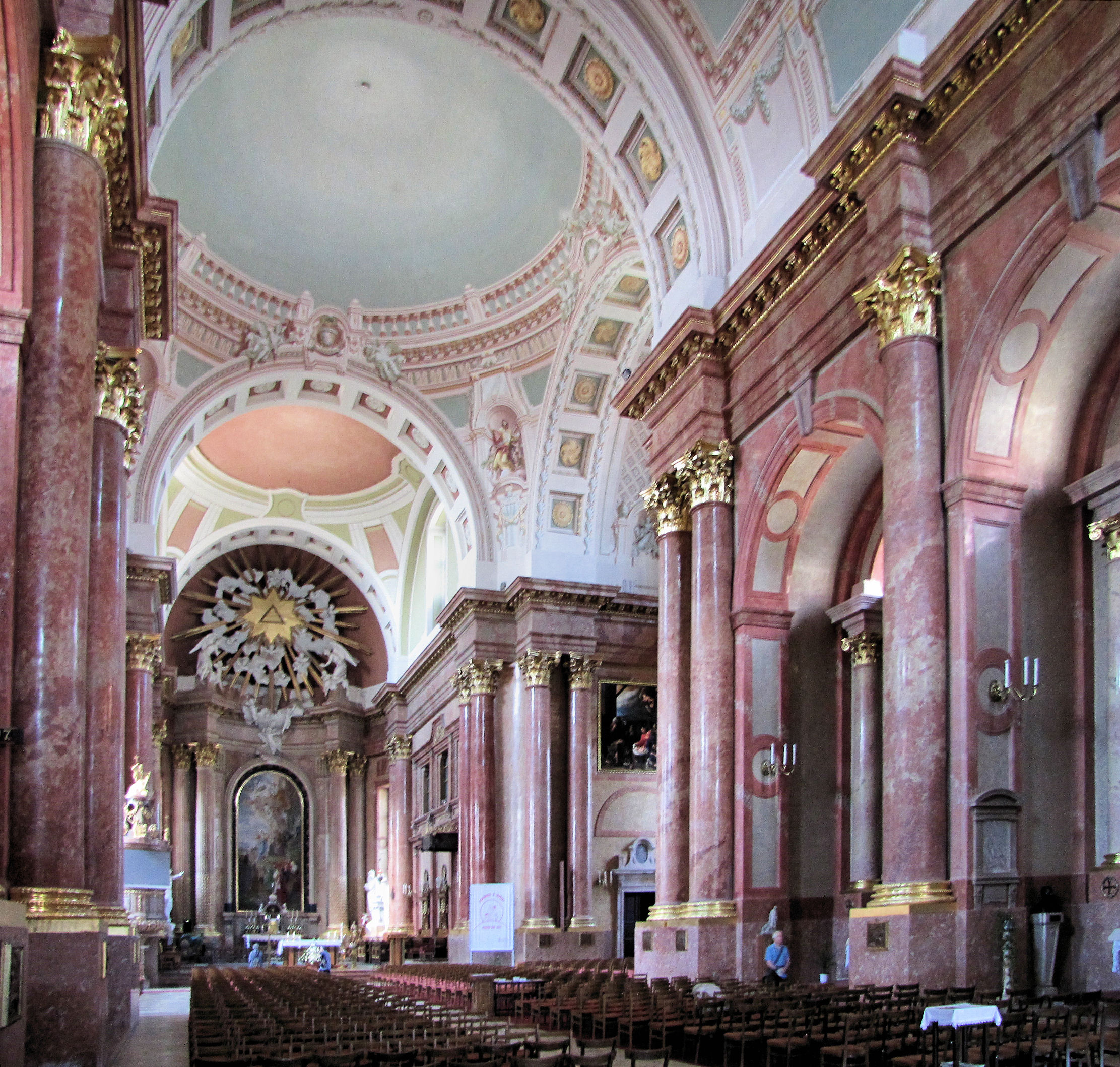
Vista interna del templo